# Ізабелла Ангулемська
Ізабелла Ангулемська (англ. Isabella of Angoulême, фр. Isabelle d’Angoulême; (1188 або 1188  — 4 червня 1246 або 31 травня 1246 , Фонтевро ) — друга дружина Іоана Безземельного, королева Англії і графиня Ангулемська.

## Біографія
Своєю красою і перипетіями життєвих обставин Ізабеллу Ангулемську порівнюють з давньогрецькою Єленою Прекрасною, що послужило приводом для істориків називати її середньовічною Єленою. Ізабелла була єдиною дитиною Еймара, графа Ангулемського (помер у 1202 році) та його дружини Аліси де Куртене (померла в 1218 році).
Ще в дитинстві Ізабелла була заручена з Гуго IX де Лузіньяном, правителем графства Ла-Марського. Проте англійський король Іоанн Безземельний, який, як колишній герцог Аквітанії, був феодальним сеньйором обох родів, побачив красуню Ізабеллу і закохався в неї. Раніше він анулював шлюб зі своєю попередньою дружиною Ізабеллою Глостерською, через близьке споріднення і відсутність дітей в шлюбі.
Вінчання Іоана Безземельного та Ізабелли Ангулемської відбулося 24 серпня 1200 року в Бордо. Нареченій було 12 років, а нареченому — 33 роки. Родина Лузіньянів, вважаючи себе ошуканою і ображеною, звинуватила короля Іоанна у викраденні нареченої. За захистом Лузіньяни звернулися до французького короля Філіппа ІІ Августа, що був верховним сюзереном англійських королів у їх французьких володіннях. Король Філіпп, який давно мав намір вигнати англійських Плантагенетів з Франції, використав цей інцидент для здійснення своїх планів. За скаргою родини Лузіньянів Філіпп неодноразово викликав Іоана Англійського на засідання королівського суду, що слухав цю справу. Через те, що правитель Англії ці виклики очікувано ігнорував, Філіпп оголосив про позбавлення Іоана прав на всі його французькі володіння, і до 1204 року вигнав англійських представників з материкової Франції. Аквітанські васали Іоанна при цьому також перейшли на бік французької корони.
В Англії справи в Іоанна також була купа проблем. Проти корони збунтувалися і його англійські барони. Незважаючи на підписану ним у червні 1215 року Велику хартію вольностей, барони схилялися до того, щоб передати корону Англії французькому наслідному принцу Людовику, що висадився на острові в 1216 році і зайняв Лондон. Це майбутній французький король Людовик VIII. Однак у жовтні цього ж року король Іоанн помер, і корона Плантагенетів перейшла до його малолітнього сина Генріха, який зійшов на англійський престол під іменем Генріха III.
У тому ж 1216 році Ізабелла після смерті чоловіка залишила Англію і повернулася до Ангулема, де мала двір, що відповідав її титулу королеви. У 1220 році вона одружилася вдруге — з Гуго X де Лузіньяном, сином свого колишнього нареченого, який до цього часу вже був заручений з дочкою Ізабелли, Іоанною. Поріднившись таким чином з Плантагенетами, родина Лузіньянів, якій верховна влада французької корони здавалася жорсткіше англійської, за посередництва Ізабелли організувала змову, до якої увійшли чоловік Ізабелли Гуго, її син, король Генріх III та її зять, граф Раймунд VII Тулузький. Коли в липні 1241 року війська Генріха висадилися на узбережжі Сентонжа, змовники підняли повстання на півдні Франції. Однак удача була не на їх боці. 21 липня французький король Людовик IX розгромив війська англійців у битві поблизу Талебуре, а кількома днями пізніше — і загони Гуго Лузіньяна біля Сента, після чого повстання було придушене. Генріх III повернувся в Англію, а Гуго і Раймунд випросили у короля Франції прощення.

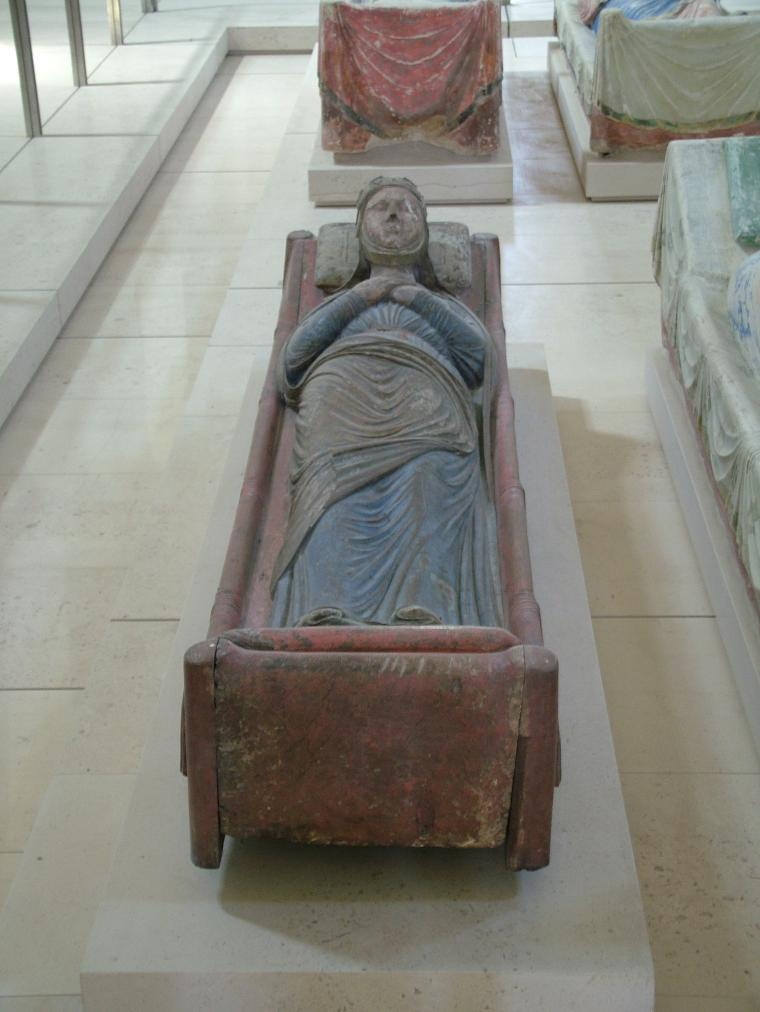
Домовина Ізабелли Ангулемської у Фонтевро

Після того, як в 1244 році Ізабелла була знову викрита в спробі організувати змову проти французької корони, їй довелося втекти і сховатися в монастирі Фонтевро, де вона через два роки і померла. Спершу її поховали на її ж прохання у дворі церкви як спокуту за всі ті гріхи, які вона скоїла. Але згодом Фонтевро відвідав англійський король Генріх III, син Ізабелли від першого шлюбу, вжахнувся - і його мати була перепохована поруч з саркофагами Генріха II Англійського та його дружини Алієнор Аквітанської, діда та баби Генріха III. Молодших дітей Ізабелли від другого шлюбу Генріх III в 1247 році забрав з собою до Англії.
Другий чоловік Ізабелли, Гуго Х, загинув 15 січня 1249 року у Сьомому хрестовому поході під час захоплення Дум'ята в Єгипті. 

## Родина
1 Чоловік — Іоанн Безземельним, король Англії, герцог Нормандії
Діти:
- Генріх III (1207—1272) — король Англії.
- Річард (1209—1272) — граф Корнуельський, король Німеччини з 1257 року.
- Іоанна (1210—1238) — королева Шотландії, з 21.06.1221 одружена з королем Шотландії Олександром II.
- Ізабелла (1214—1241) — імператриця Священної Римської імперії, з 15.07.1235 одружена з імператором Священної Римської імперії Фрідріхом II.
- Елеонора (1215—1275) — у першому шлюбі графиня Пембрук, у другому — графиня Лестерська.

2 Чоловік — Гуго Х де Лузіньян
Діти: 9 дітей, серед них — п'ятеро синів і чотири дочки. Старшим був
- Гуго XI де Лузіньян (1221—1250) — загинув, як і його батько, під час Сьомого хрестового походу.

## У кінематографі
- Робін Гуд / Robin Hood (2010; США, Велика Британія) режисер Рідлі Скотт, в ролі Ізабелли Леа Сейду;
- Робін і Меріан / Robin and Marian (1976; США) режисер Річард Лестер, в ролі Ізабелли Вікторія Абріль.